# Sovereign of the Seas (1637)
HMS Sovereign of the Seas (укр. КМК «Повелитель морів») — перший англійський трипалубний корабель І рангу, перебудований у лінійний корабель І рангу. Був відомий завдяки надзвичайно багатому і дорогому декору. Для будівництва цього корабля довелось ввести новий податок, що призвело до поглиблення конфлікту короля з парламентом і зрештою до громадянської війни.

## Історія будівництва

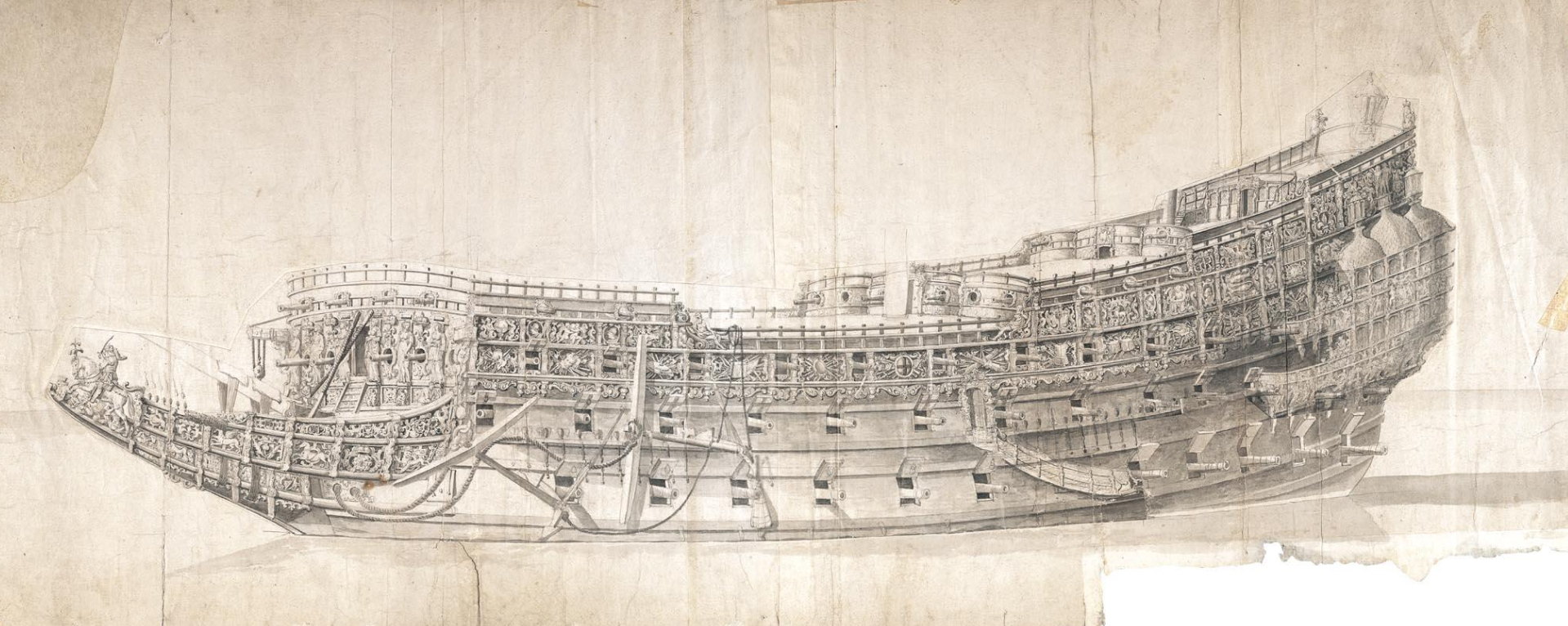
«Sovereign of the Seas» на верфі. Художник Віллен ван де Вельде молодший

Король Карл I ухвалив рішення про будівництво репрезентативного корабля 26 червня 1634 р., який мав би підвищити авторитет короля і престиж монархії. Це підкреслювала назва «Повелитель морів», адже англійські монархи від короля Х ст. Едгара Мирного вживали титул «Володар морів» (англ. Rex Marinum). Власне на кормі центральною була постать Едгара. Вартість корабля становила величезну суму в 65 586 фунтів, для отримання яких довелось ввести податок (Ship Money). Крім того, лише позолота декору вартувала 6 691 фунт, за що можна було збудувати середній 40-гарматний корабель. Корму, ніс та верхню частину обох бортів на всю довжину покривав позолочений декор, що контрастував з помальованим у чорний колір корпусом. Крім того, корабель спочатку планували озброїти за 20 592 фунтів 90 бронзовими гарматами, що були дорожчими у 4 рази від залізних. Через збільшення кількості гармат видатки зросли на 24 447 фунтів і ще на 1700 фунтів.
Trinity House, що відповідала за навігацію у Англії, опозиція вказували, що у королівстві немає порту для розміщення такого великого корабля, та й не вистачало грошей у скарбниці.
Корабель заклали у травні 1635 на верфі Woolwich Dockyardy у Вулвичі на Темзі. Будівництво провадили королівські корабели Пітер Петт і його батько Фініас Петт. Корабель спустили на воду 13 жовтня 1637 р.

## Конструкція

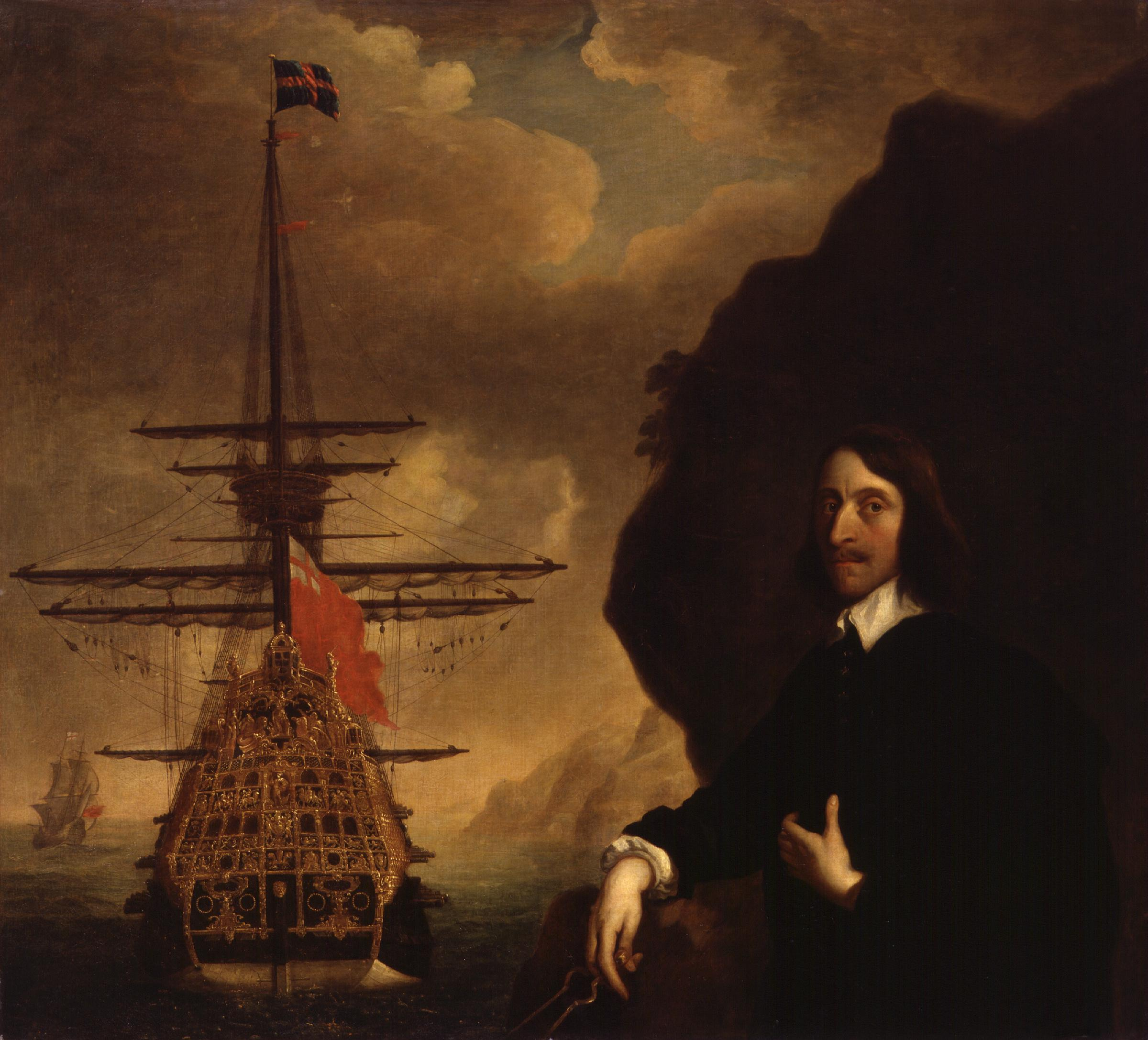
«Sovereign of the Seas» та Пітер Петт. Художник Пітер Лелі

Трищогловий трипалубний 102-гарматний «Повелитель морів» був найпотужнішим і найбільшим (до 1655 року) англійським кораблем. Гармати виготовив майстер Джон Браун. Через погані морехідні властивості довелось понизити надбудови, усунути частину декору, зменшити кількість гармат зі 102 до 90, знявши їх з верхніх палуб (1642). Озброєння складалося з 32-фунтових (8) і 9-фунтових (44) гармат, 18-фунтових (32) кулеврин та іншого. Загалом 102 (1638) і 90 (1642). Крім того, на кораблі знаходилося 300 мушкетів, 20 мушкетонів, 200 пік, 100 абордажних сокир.
11 липня 1659 року галеон перевели на корабельню у Четемі для перебудови на лінійний корабель І рангу, яку виконав корабел Джон Тейлор.
Через зазнані у битві при Кентіш-Нок пошкодження у 1666 році корабель реконструювали. Було встановлено 42-фунтові гармати (13), 32-фунтові гармати (13), 9-фунтові гармати (18), 18-фунтові кулеврини (36) та інші, загалом 100 гармат.
Через поганий стан у 1685 році корабел Роберт Лі перебудував «Royal Sovereign» на корабельні Четема. Тоді з корабля зняли 32-фунтові і 9-фунтові гармати, встановили 42-фунтові гармати (26) і 24-фунтові гармати (26) замість кулеврин, загалом 100 гармат (1694).

## Історія

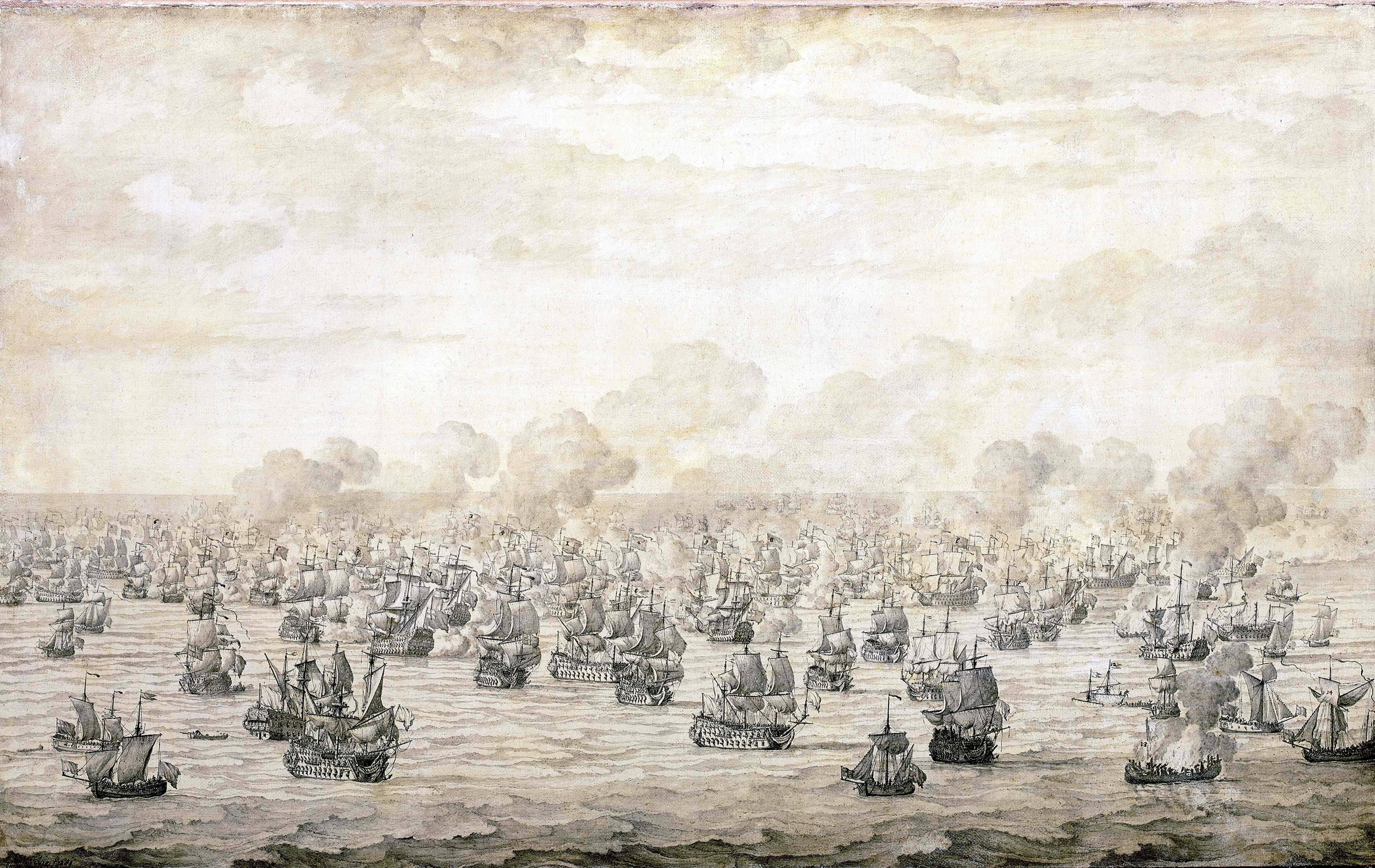
Битва при Шоневельді. Художник Віллен ван де Вельде мололодший

У серпні 1637 «Повелитель морів» здійснив 24-денний демонстраційний похід через Ла-Манш до Чатема, де простояв 15 років у резерві. За доби республіки (1649—1660) планували змінити назву корабля на «Commonwealth» («Спільнота»), але залишили «Повелитель» («Sovereign»). У час Першої англо-голландської (1652—1654) війни був флагманом головнокомандуючого флоту адмірала Блека. Голландці назвали корабель «Золотим дияволом» (Gulden Duvel) і призначили винагороду капітану, якому вдалося б його потопити. У битві 28 вересня 1652 біля гирла Темзи (Kentish Knock) корабель сів на мілину, а адмірал переніс свій прапор на менший корабель «Resolution». До кінця війни він простояв у порту й був направлений на перебудову 1659 року.
Після відновлення монархії корабель перейменували на «Royal Sovereign». Він взяв участь у Другій англо-голландській війні (1665—1667). У дводенній битві на Північному морі 25 липня 1666 у двобій з ворожим флагманом «De Zeven Provinciën» вступили флагман «Royal Sovereign» спільно з «Royal Charles», який зазнав важких пошкоджень. У червні 1667 при погромі англійського флоту на Темзі єдиним вцілілим великим англійським кораблем був «Royal Sovereign», який перебував у Портсмуті.
У новій війні флагман «Royal Sovereign» головнокомандувача герцога Руперта Пфальцького союзного англо-французького флоту брав участь у битвах 7 червня 1672 при Солебеї і 14 червня 1673 при Шоневельді (Schooneveld), які не виявили переможців.
Після чергової реконструкції корабель брав участь у війні англо-голландського флоту проти Франції (1685). Був флагманом Першого Лорда Адміралтейства у битві 10 липня 1690 при Бічі-Хед. Також 3 травня 1692 був флагманом флоту, що знищив флагман французького флоту Soleil Royal. Після битви при Барфльорі 4 червня 1692 більше не брав участі у бойових діях. Корабель перевели у резерв і він стояв у порті Четем. Там від випадкової пожежі вигорів до ватерлінії 27 січня 1697 р.